# Škoda 02T
Škoda 02T (także oznaczany T3M.04) – typ tramwaju, który powstał w wyniku modernizacji czechosłowackiego tramwaju Tatra T3.

## Historia
Ponieważ w Libercu w połowie lat 90. XX wieku z powodu zaniedbanego parku taborowego mogło dojść do zawieszenia komunikacji tramwajowej, przedsiębiorstwo transportowe Dopravní podnik města Liberce postanowił zmodernizować swoje tramwaje. Z powodu wysokiej awaryjności tramwaju o numerze 54 zmodernizowanym w ČKD na typ T3G postanowiono zlecić kolejne modernizacje wagonów pilzneńskiej Škodzie, która przejęła inicjatywę modernizacji przestarzałych wagonów.

## Modernizacja
Tramwaje zostały kompletnie odnowione, zmodernizowano wnętrze i kabinę motorniczego, zamontowano nowe wyposażenie elektryczne Škoda z tranzystorami IGBT. Wozy pod względem technicznym były zbliżone do pilzneńskich modernizacji 01T. Różniły się jednak tym, że wagon nie był sterowany pedałami (jak w Pilźnie), ale ręcznym zadajnikiem.

## Dostawy
Modernizacje na typ Škoda 02T przebiegały w latach 1996–1998.
| Państwo        | Miasto         | Typ            | Lata dostaw    | Liczba | Numery taborowe                                       |       |
| -------------- | -------------- | -------------- | -------------- | ------ | ----------------------------------------------------- | ----- |
| Czechy         | Liberec        | Škoda 02T      | 1996–1998      | 21     | 30, 50, 51, 56, 59, 60, 63, 64, 67, 68, 70, 71, 76–83 | [ 1 ] |
| Łączna liczba: | Łączna liczba: | Łączna liczba: | Łączna liczba: | 21     |                                                       |       |